# Nazionale femminile di hockey su ghiaccio della Repubblica Ceca
La nazionale di hockey su ghiaccio femminile della Repubblica Ceca è controllata dalla Federazione di hockey su ghiaccio della Repubblica Ceca, la federazione ceca di hockey su ghiaccio, ed è la selezione che rappresenta la Repubblica Ceca nelle competizioni internazionali femminili di questo sport.